# Comalcalco
Comalcalco est un site classique du Tabasco (nord de la zone maya) composé d’édifices en briques. 

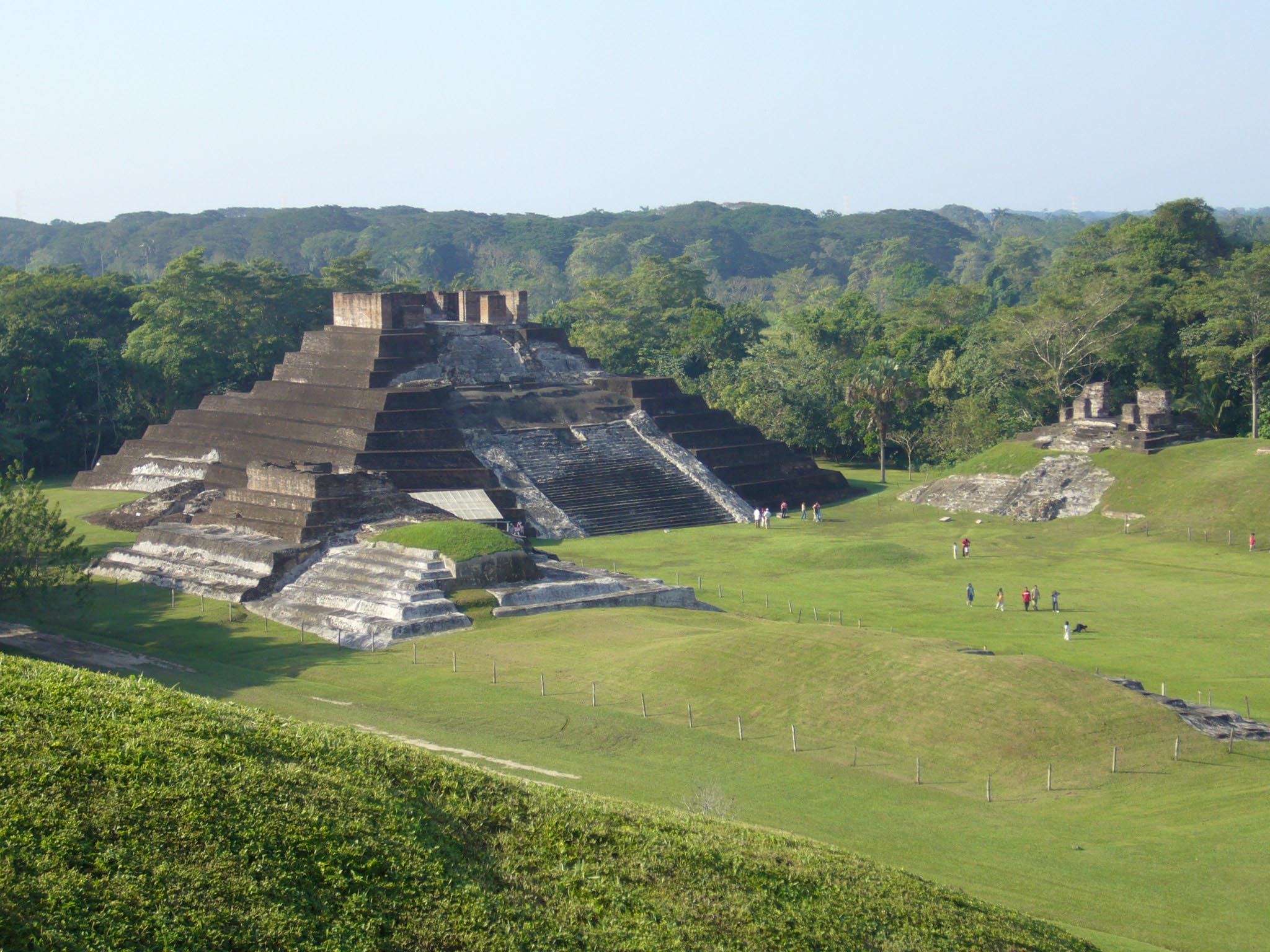
Pyramide principale de Comalcalco

Une place précède la « maison des comales », un complexe orienté selon les points cardinaux. La pyramide principale – la maison des briques-  comporte des masques dans le style de Palenque (plus précisément les têtes en stucs de la tombe de Pacal). Ceci se voit à la coiffure du masque : mèches taillées au carré et pommettes saillantes). Serait-ce la preuve d’un axe commercial unissant Mexique et aire maya qui aurait relié Comalcalco, Palenque, Chinkultic et Tonina ? 
Le site, qui se visite, a été fouillé par Marc Zender ; les pyramides sont réduites à des monticules couverts d’herbes folles.
Le nom du site signifie '"l'endroit de la maison des comales" (comal : un plat utilisé pour faire cuire les tortillas de maïs). 
Il y eut d'abord une implantation préhistorique à l'est du  río Seco, un affluent aujourd'hui à sec du fleuve Río Grijalva.

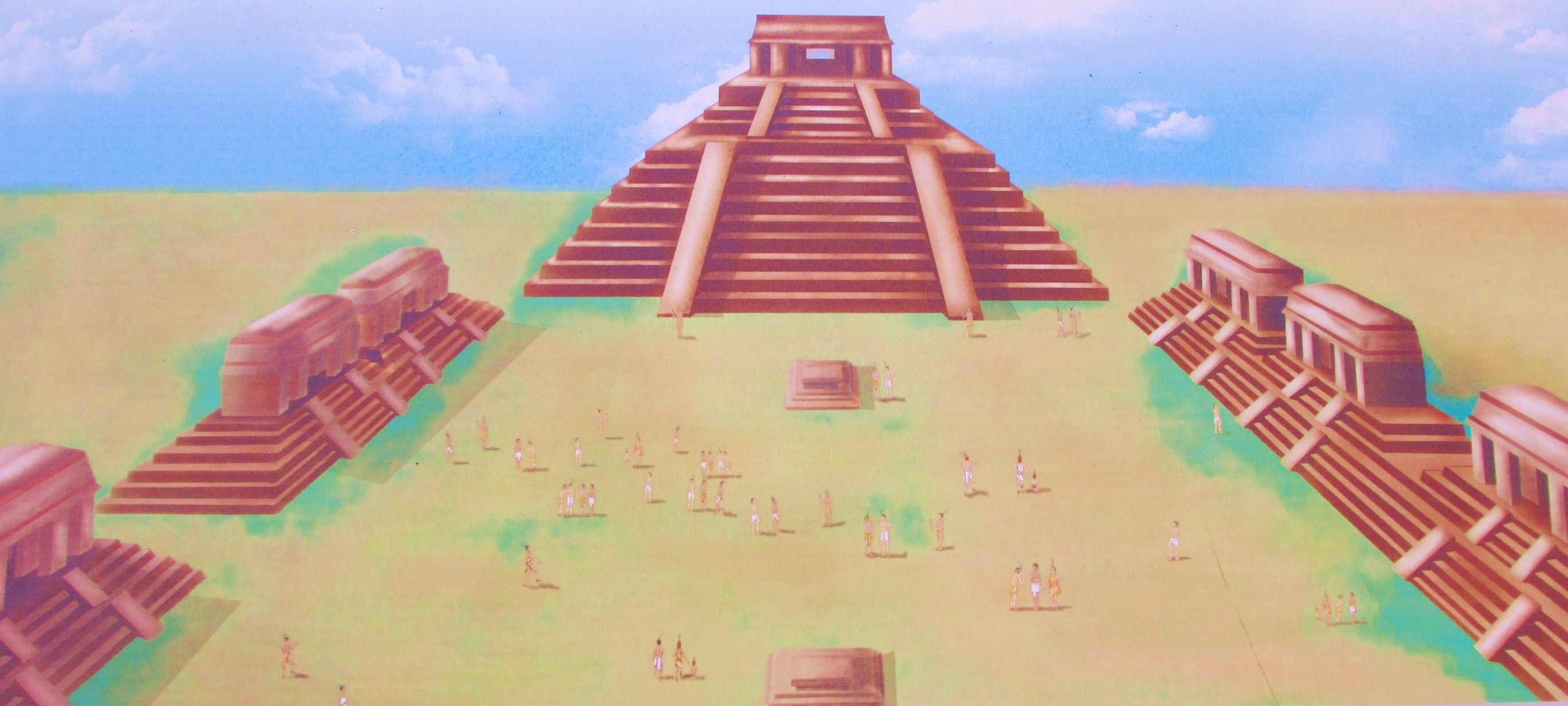
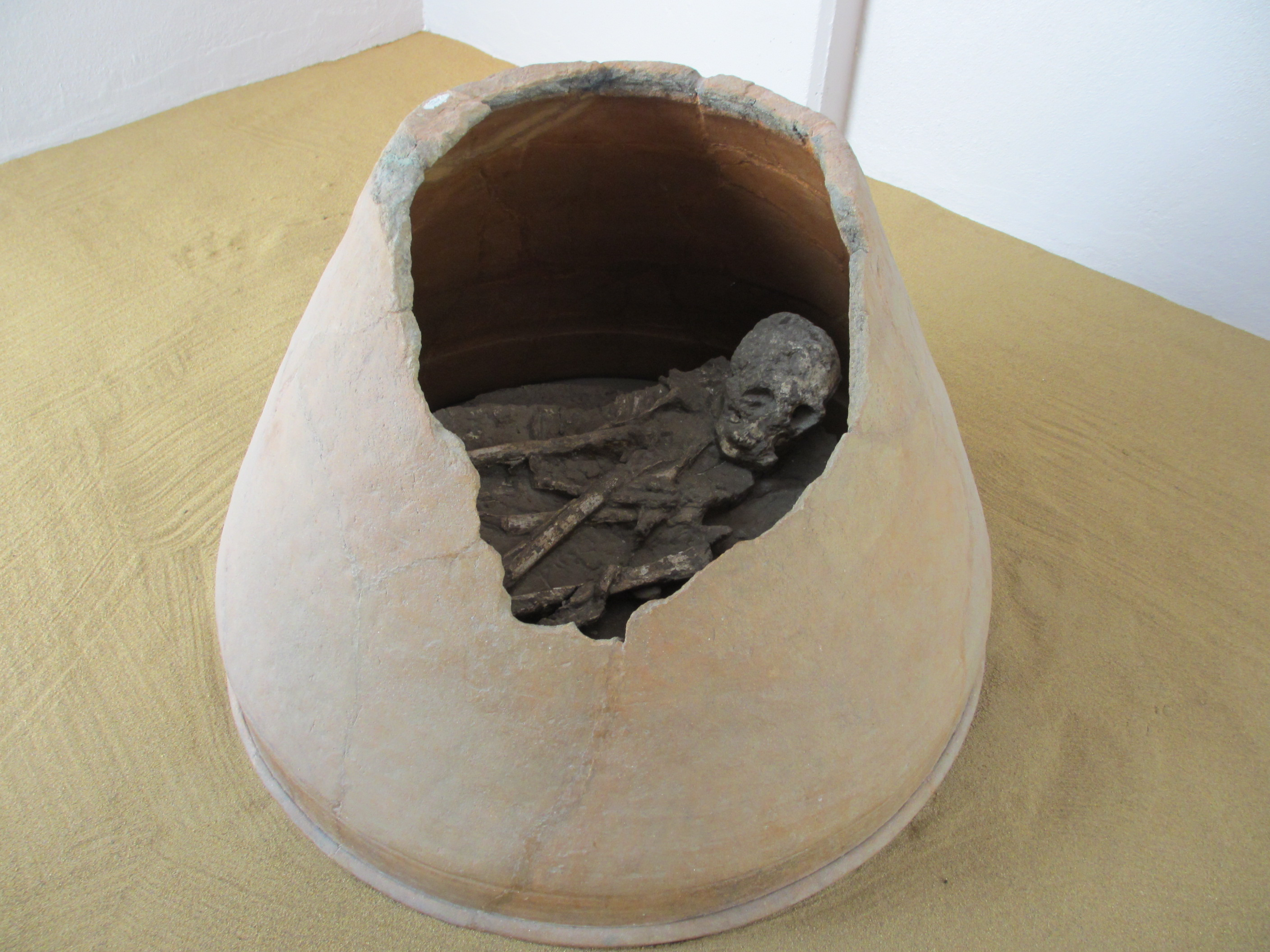
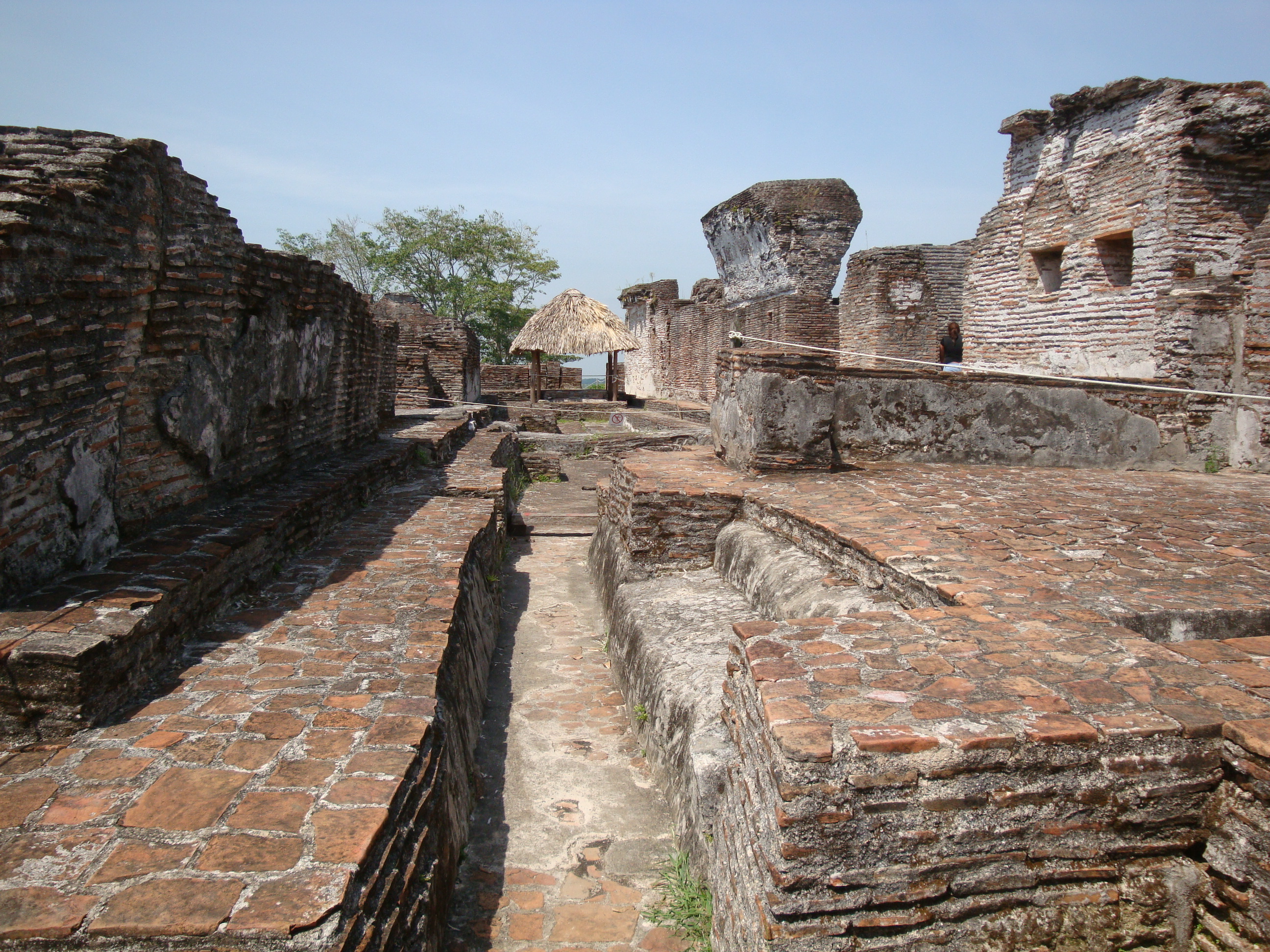
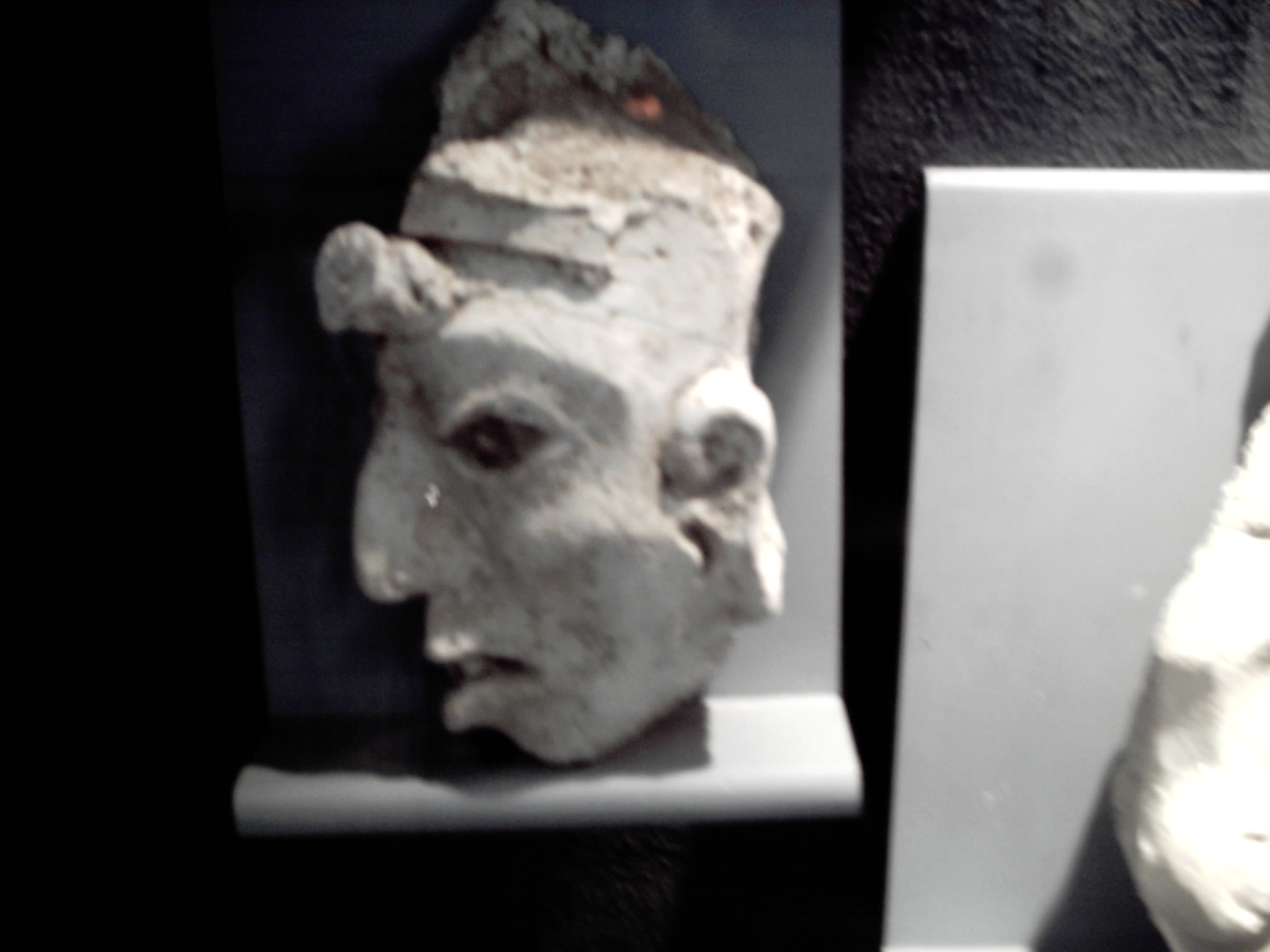